# Julius Ringel
Julius Alfred Ringel (16. listopadu 1889 Völkermarkt – 11. února 1967 Bayerisch Gmain) byl generál horských myslivců německého Wehrmachtu, kde dostal od vojáků přezdívku Papa (tatínek).

## Služba v Landwehru
Narodil se v korutanském městečku Völkermarkt. V roce 1905 se přihlásil do armádní školy ve Vídni, kde promoval 18. srpna 1909. Byl zařazen k 4. horskému pluku, kde dosáhl o rok později na hodnost poručíka. Když propukla 1. světová válka, bojoval pod 2. horským střeleckým plukem v Haliči a později v severní Itálii. Zde také v roce 1918 upadl do zajetí. Po skončení války byl propuštěn a následně bojoval ve svých rodných Korutanech proti jednotkám nově vznikající Jugoslávie. Když vzniklo nové Rakousko, zůstal v jeho armádě, kde dosáhl roku 1932 hodnosti podplukovníka.

## Služba ve Wehrmachtu
Podporoval nacisty a nadšeně uvítal připojení Rakouska k Německu, které proběhlo v březnu 1938. Ringel se tak dostal do německého wehrmachtu, kde zpočátku zastával štábní funkce. Po vypuknutí druhé světové války dostal v říjnu velení nad 266. pěším plukem, se kterým se účastnil tažení na západě, takzvané bitvy o Francii. V červnu 1940 se stal velitelem 3. horské divize a v říjnu téhož roku velitelem 5. horské divize. S touto divizí se na jaře 1941 zúčastnil invaze do Jugoslávie, Řecka a obsazení Kréty, za což si vysloužil Rytířský kříž. V listopadu 1941 byla jeho divize stažena zpět do Německa na doplnění a odpočinutí. Ale již za čtyři měsíce byla zase poslána zpět do bojů na východní frontu k Leningradu, kde se ve Volchovské oblasti podílela na zničení armády generála Vlasova. Po roce a půl na východní frontě byla jeho divize opět převelena, tentokrát do Itálie, kam dorázila 15. prosince na Gustavovu linii, do blízkosti Monte Cassina. V Itálii bojoval další čtyři měsíce, než se stal velitelem LXIX. horského sboru v Chorvatsku, kde bojoval proti Titovým partyzánům. Ve druhé polovině roku 1944 byl odvolán do Salcburku, kde se ujal velení nad místní vojenskou oblastí, ze které později vytvořil takzvaný Ringlův sbor, u kterého zůstal až do konce války.

## Povýšení a vyznamenání

### Data povýšení
- Poručík – 1. listopad 1910
- Nadporučík – 1. srpen 1914
- Kapitán – 8. červenec 1917
- Major – 15. květen 1921
- Stabshauptmann – 27. listopad 1923
- Podplukovník – 15. prosinec 1932 rakouský landwehr
- Podplukovník – 1. srpen 1938 německý wehrmacht
- Plukovník – 1. únor 1939
- Generálmajor – 1. listopad 1940
- Generálporučík – 1. prosinec 1942
- Generál horských myslivců – 1. červen 1944

### Vyznamenání
- Rytířský kříž – 13. červen 1941
- Dubové ratolesti k rytířskému kříži (312. držitel) – 23. říjen 1943
- Železný kříž I. třídy – 15. duben 1941
- Železný kříž II. třídy – 10. listopad 1939
- Medaile za východní frontu – 15. srpen 1942
- Kříž cti
- Zlatý stranický odznak
- Sudetská pamětní medaile
- Medaile za Anschluss
- Armádní páska „Kreta“ – 10. prosinec 1942
- Rakouská válečná pamětní medaile s meči (První světová válka)
- Medaile za zranění, za dvě zranění (První světová válka)
- Vojenský záslužný kříž, ve stříbře s meči (První světová válka)
- Vojenský záslužný kříž, v bronzu s meči (První světová válka)
- Rakouský řád železné koruny III. třídy s válečnou ozdobou a meči – 25. říjen 1918
- Karlův vojenský kříž (1918) (První světová válka)
- Velký důstojnický kříž řádu sv. Alexandera s meči
- Zmíněn ve Wehrmachtbericht: 11. červen 1941 & 12. srpen 1943
- Služební vyznamenání Wehrmachtu IV. třídy

## Fotografie
- červen 1941
- Ringel uděluje vyznamenání za obsazení Kréty